# Санта-Мария-Матер-Домини
Санта-Мария-Матер-Домини (итал. La chiesa di Santa Maria Mater Domini — церковь Святой Марии, Матери Божьей) — приходская католическая церковь в районе Санта-Кроче в Венеции, Италия.

## История
Согласно летописям, первая церковь на этом месте была построена семьями Дзане и Каппелло в 960 году и с самого начала она принадлежала соседнему монастырю Санта-Кристина. Вначале церковь также имела этот титул. Посвящение Деве Марии засвидетельствовано с 1128 года.
Как свидетельствует апостольское письмо папы Климента III, уже в 1188 году в церкви совершались богослужения как в приходской, связанной с базиликой Сан-Пьетро-ди-Кастелло. Это была также коллегиальная церковь с капитулом каноников, состоящим из титулованного священника, дьякона и иподиакона.
Церковь Марии перестраивали дважды, после пожаров 1105 и 1149 годов, она сохраняла свой венецианско-византийский стиль («византо-венето»), пока в 1503 году храм не снесли и не отстроили заново. В 1524 году алтари были завершены, а 25 июля 1540 года они были освящены епископом Себенико Джованни Лучио Стафилео.
В 1807 году, во время наполеоновских репрессий, церковь была преобразована в филиал прихода Сан-Стае, в 1952 году храм вновь стал приходским. В 1970 году церковь вернулась в Сан-Кассиано в качестве дочерней церкви.

## Архитектура и произведения искусства
Настоящий храм строили в 1502—1540 годах. Фасад из истрийского камня, увенчанный фронтоном с двумя волютами, вдохновлен тосканским стилем.
План здания представляет собой греческий крест с куполом на пересечении трансепта и центрального нефа. Четыре боковые капеллы разделены колоннами, поддерживающими большие арки. В конце очень вытянутого пресвитерия находится полукруглая апсида, а по сторонам — ещё две малые капеллы. Архитектор интерьера не совсем ясен: в качестве возможных авторов упоминаются Пьетро Ломбардо, Мауро Кодуччи и Джованни Буора. Фасад приписывается Якопо Сансовино.
В церкви имеется алтарь неизвестного ломбардского художника XV века. На втором алтаре находится алтарная картина, представляющая «Видение Святой Екатерины Мученицы», работы Винченцо Катены, и «Преображение», созданное Франческо Биссоло.
На входной стене слева находится рельеф Мадонны работы Джованни да Пиза (по образцу Донателло); на первом алтаре справа — скульптуры Лоренцо Бреньо и Антонио Минелли; В правом трансепте находится картина «Обретение Креста» Тинторетто; напротив — «Тайная вечеря» Бонифачио де Питати; ниже — византийский рельеф Мадонны. В церкви также находилась алтарная картина Пьетро Лонги «Поклонение волхвов» (она исчезла в начале XIX века).
На первом алтаре справа находятся статуи святых Петра, Павла и Андрея работы Лоренцо Бреньо, за исключением последней работы Антонио Минелло. Во втором алтаре находится запрестольный образ «Мученичество Святой Кристины», написанный Винченцо Катеной. В правом трансепте, над боковой дверью, находится «Тайная вечеря» Бонифацио де Питати. В капелле справа от главной находится алтарь с фронтоном и статуей работы Бреньо, на алтаре пресвитерия — Мадонна с Младенцем, цветная лепнина тосканской школы XV века, а в малой капелле слева снова находится алтарь работы Бреньо с важным архитектурным сооружением со статуями святых Марка и Иоанна. В левом трансепте большое полотно Тинторетто «Обретение креста» венчает молящуюся Мадонну — позолоченный мраморный барельеф XIII века. В двух капеллах слева находится алтарь Девы Марии и картина «Преображение Христа» работы Франческо Биссоло.
Колокольню перестроили в 1743 году: предыдущая, построенная в шестнадцатом веке, рухнула тремя годами ранее.

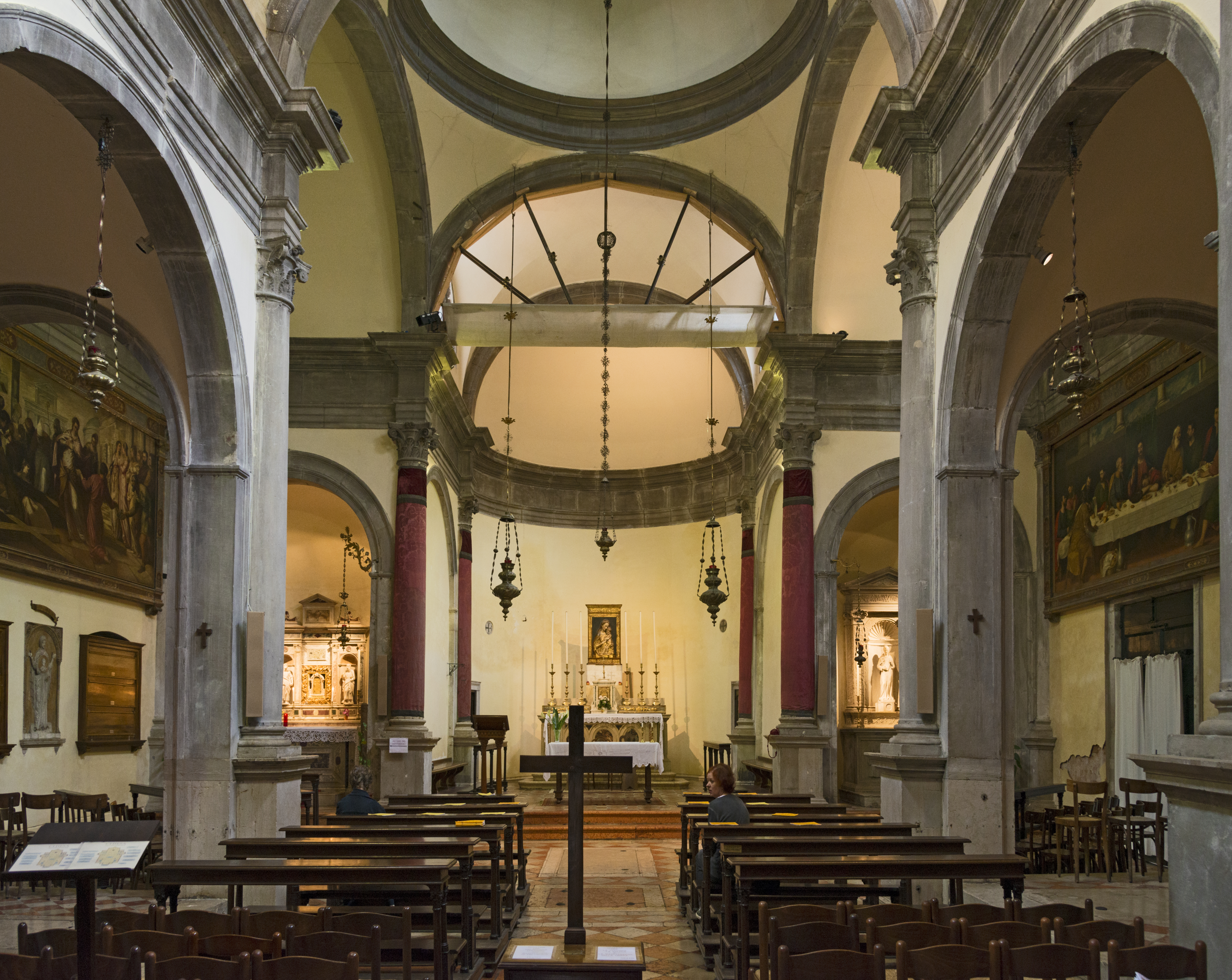
Интерьер церкви
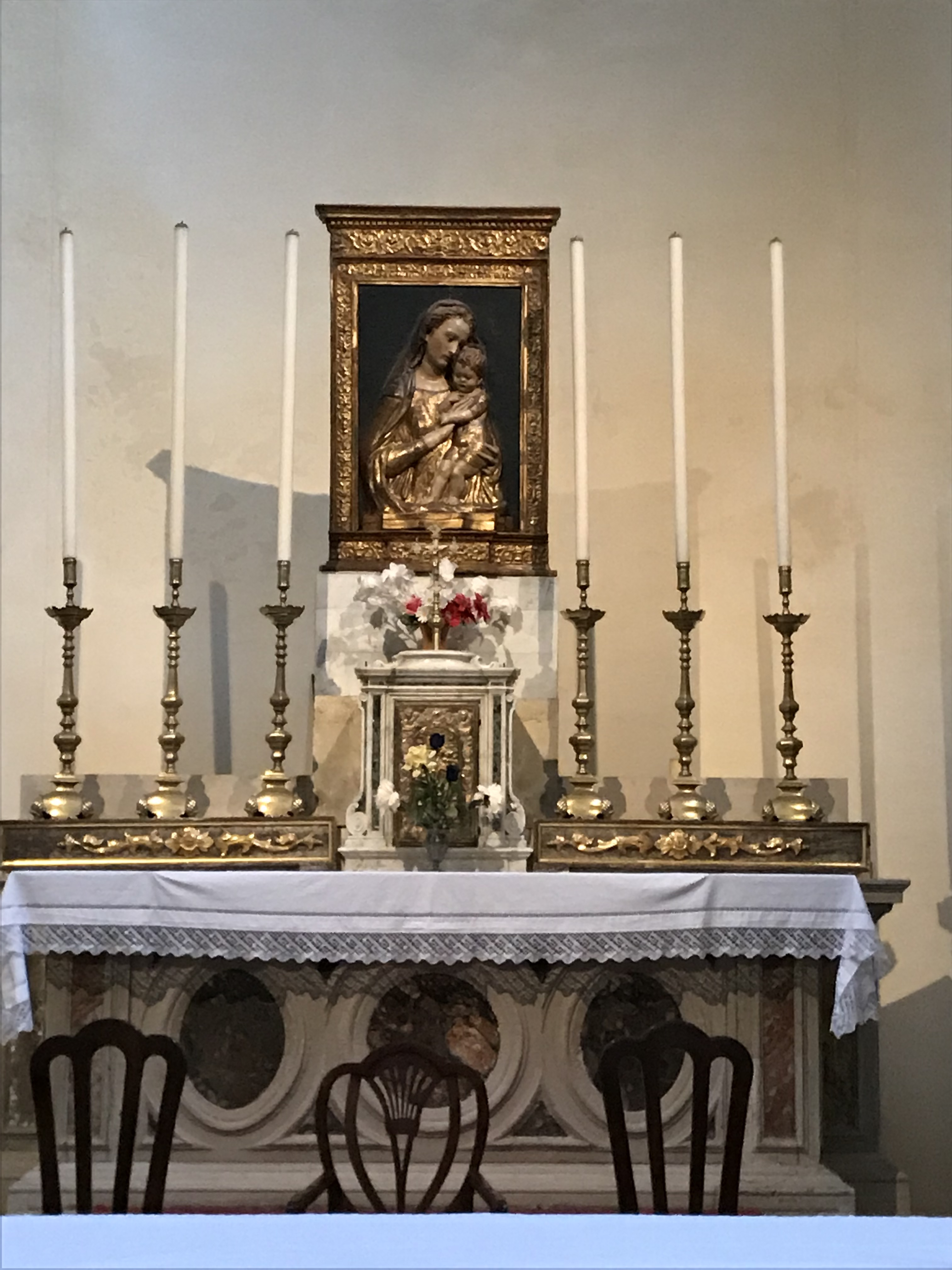
Алтарь
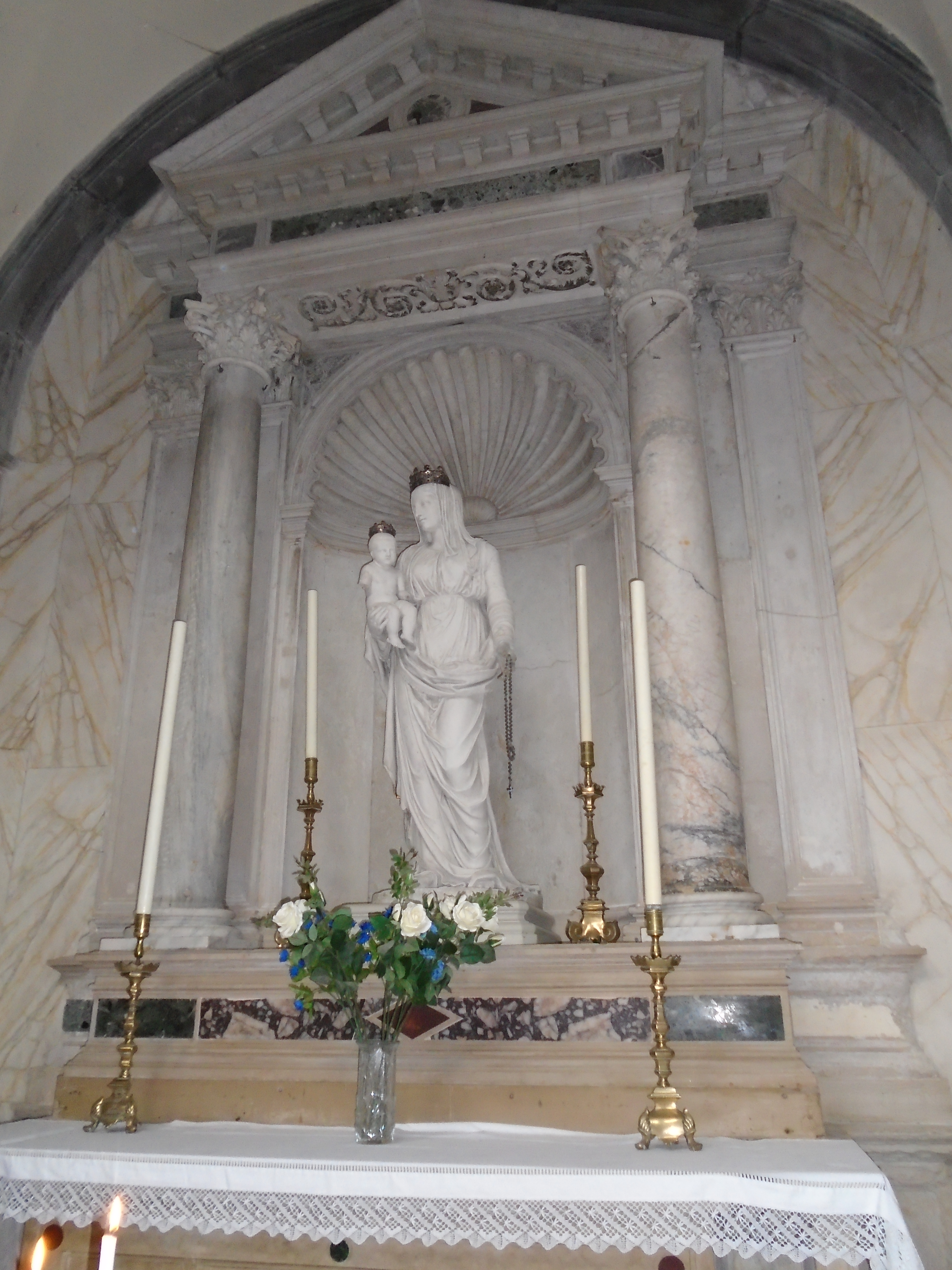
Алтарь нефа
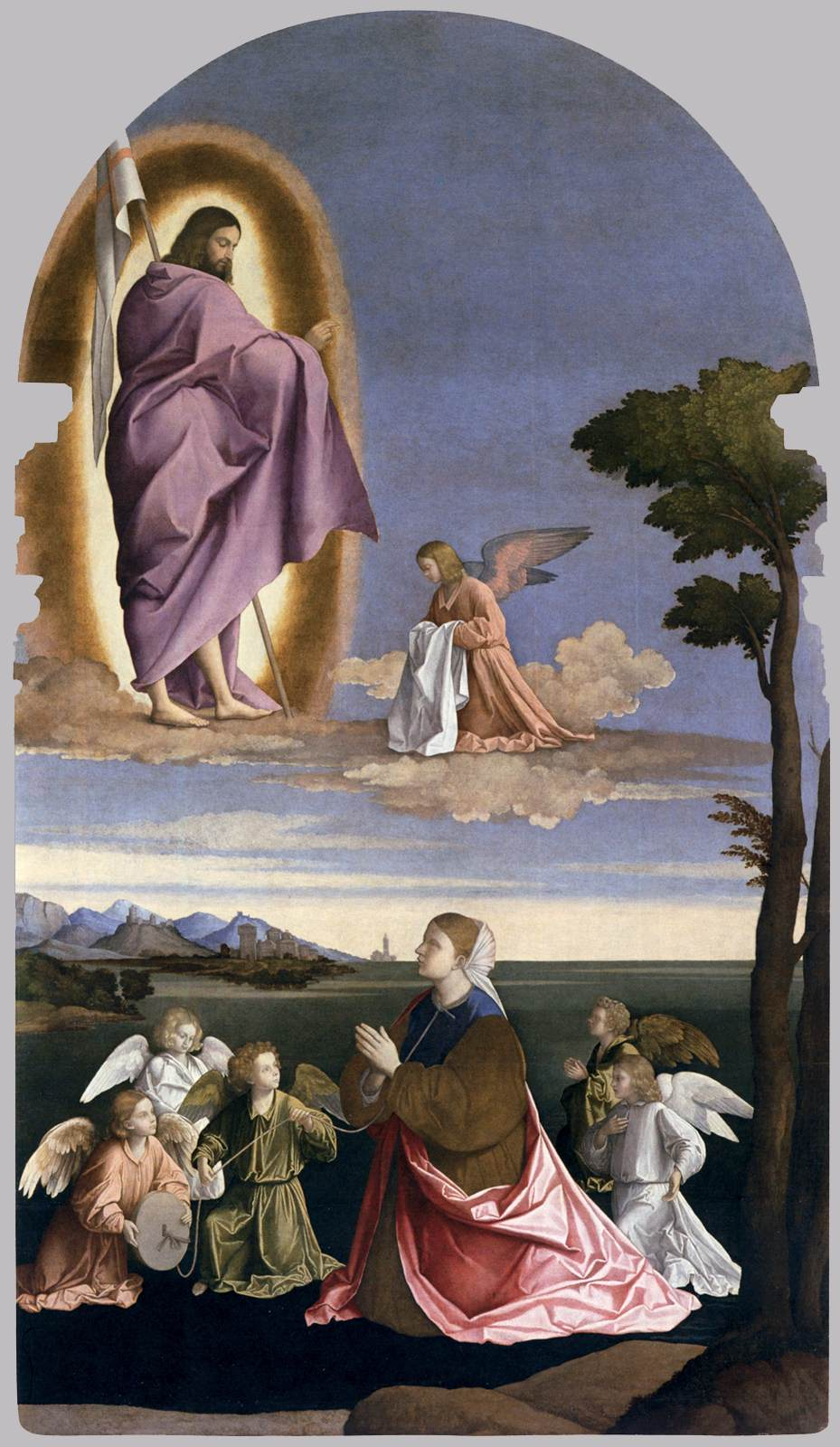
В. Катена. Видение Святой Екатерины Мученицы. Ок. 1520. Дерево, масло